# Hirsenmühle (Niederwald)
Die Hirsenmühle war eine Wassermühle an der Ohm in Niederwald, einem Ortsteil der mittelhessischen Stadt Kirchhain im Landkreis Marburg-Biedenkopf.
In Niederwald ist erstmals 1282 eine Mühle erwähnt, die dem Erzstift Mainz zinspflichtig war. Seit 1361 war diese Mühle ein Lehen derer von der Nuhn. Für 1356 ist eine weitere Mühle, die Wenigen Mühle, nachgewiesen.
Die Hirsenmühle wurde um 1700 erbaut. Sie lag gegenüber der Schönbacher Grindelmühle, die 1709 nach ihrer Zerstörung im Dreißigjährigen Krieg 1640 neu aufgebaut wurde. Die Mühle verfügte über zwei unterschlächtige Wasserräder, zwei Mahlgänge und einen Schlaggang. Sie wurde 1864 abgerissen.